# The Benza
 (mai 2020).
The Benza est une série télévisée japonaise diffusée sur Amazon Prime Video depuis avril 2019 aux États-Unis, en Angleterre et au Japon, puis en juillet 2019 en Allemagne.
Elle est disponible en France depuis mai 2020.
La série suit les aventures de Kyle (Kyle Card) et Chris (Christopher McCombs) cherchant à découvrir comment la cuvette de leurs toilettes (便座, benza) s’est cassée et éviter la fin du monde.
Les six épisodes ont été réalisés à Tokyo par le réalisateur Raito Nishizaka.

## Histoire
The Benza fut initialement créé en tant que court-métrage inspiré de faits réels. La pré-production démarra début 2018 et le court métrage fut diffusé le 6 avril de la même année. Après avoir reçu plusieurs récompenses de différents festivals à travers le monde, incluant le prix de la meilleure comédie au Mediterranean Film Festival en Italie, le prix du meilleur espoir pour Christopher McCombs et le prix du meilleur scénario au Seoul Web Fest en 2018, la troupe Tokyo Cowboys reçu une offre de l’entreprise coréenne KT mobile pour créer une série basée sur ledit court métrage.
Le tournage de la série démarre en septembre 2018 pour se terminer à la mi-décembre la même année. La post-production quant à elle se terminera à la mi-janvier 2019.

Le producteur Christopher McCombs dira lors d’une interview pour le site britannique Otaku News, 

« The Benza nous a pris plus d’un an à être développé et je suis vraiment heureux de pouvoir finalement m'asseoir et en profiter avec tout le monde. C’est très important de s’écarter un instant pour rire et réfléchir à ce qui est réellement important dans la vie. The Benza est la meilleure manière de prendre une pause, rigoler, et se ressourcer. »

L'actrice Haku Inko ajoutera, 

« Nous avions pour but de créer une comédie outrageuse et je pense que nous avons réussi, mais ça ne sera jamais fini tant que nous n’avons pas entendu vos rires. J'adore l'idée que des gens à travers le monde entier vont possiblement rire en regardant The Benza. »

## Synopsis
Chris et Kyle sont deux Américains vivant en colocation à Tokyo. Leur vie change le jour où ils retrouvent la cuvette de leurs toilettes cassée. Qu'a-t-il pu bien arriver ? Comment dit-on « cuvette » en japonais ? Et où faut-il se rendre pour en acheter une neuve au Japon ?
Ces questions trouveront leurs réponses pendant le voyage initiatique de nos deux héros.

## Personnages
- Kyle, incarné par Kyle Card[9]
- Chris : Christopher McCombs
- Inko-sensei : Haku Inko
- Noguchi/Za : Michiko Noguchi
- Tamura : Masahito Kawahata
- Alena : Janni Olsson
- Lee : Lee Min Kuk
- David : Alexander Hunter
- Stephanie : Hannah Grace

## Avis critiques
The Benza reçoit un très bon avis critique pour sa première saison[réf. nécessaire].
Le rédacteur de Sora News24, Master Blaster écrit, « Plein d'humour salace et de cœur, cette série Amazon Prime est un grand bol d'air frais. »[réf. nécessaire]
Il continue, « Mais ce qui fait se démarquer cette série des autres, c'est qu'elle montre ces étrangers au Japon vivant comme tout le monde, prenant ainsi à revers l'image stéréotypée qui nous est souvent montrée à la télévision japonaise. »[réf. nécessaire]
En parlant du casting international de la série, il dit, « Avec un bon équilibre entre personnages étrangers et japonais, le résultat est une série capable de nous faire rire de chacun sans jamais tomber dans la discrimination ».

## Spin-off
En 2019 est annoncé un spin-off à The Benza appelé Benza English.
Le tournage commence fin 2019 et la série est diffusée pour la première en avril 2020.
Se retrouve au casting certains petits personnages de The Benza accompagnés de tout nouveaux personnages ainsi que du casting principal[pas clair], dans ce qui s’annoncera être un programme d’apprentissage de l’anglais déjanté se situant dans le monde de The Benza.

## Prix et récompenses
Voici une liste des différents prix que l'équipe de The Benza reçut pour sa première saison en 2019 :
| Award                                       | Catégorie                                                  | Nomination                                     | Résultat   |
| ------------------------------------------- | ---------------------------------------------------------- | ---------------------------------------------- | ---------- |
| Festigious International Film Festival      | Meilleure série télévisée                                  | The Benza                                      | Lauréat    |
| Festigious International Film Festival      | Meilleur casting d'ensemble                                | The Benza                                      | Lauréat    |
| Festigious International Film Festival      | Meilleure chanson originale                                | The Benza « Running Around »                   | Lauréat    |
| Eurasia International Monthly Film Festival | Meilleure série télévisée                                  | The Benza                                      | Lauréat    |
| Seoul Webfest                               | Meilleure série télévisée comique                          | The Benza                                      | Nomination |
| Seoul Webfest                               | Meilleure actrice invitée dans une série télévisée comique | Kaori Ikeda                                    | Nomination |
| Seoul Webfest                               | Meilleure actrice dans un second rôle                      | Janni Olsson                                   | Lauréat    |
| Seoul Webfest                               | Meilleur réalisateur de télévision                         | Raito Nishizaka                                | Nomination |
| Seoul Webfest                               | Meilleur acteur                                            | Christopher McCombs                            | Lauréat    |
| Seoul Webfest                               | Meilleure actrice                                          | Haku Inko                                      | Nomination |
| Florence Film Awards                        | Meilleure série télévisée                                  | The Benza                                      | Lauréat    |
| New Jersey Web Fest                         | Meilleure duo                                              | Christopher McCombs et Kyle Card               | Lauréat    |
| New Jersey Web Fest                         | Meilleure chanson originale                                | The Benza                                      | Nomination |
| New Jersey Web Fest                         | Meilleure série télévisée comique                          | The Benza                                      | Nomination |
| New Jersey Web Fest                         | Meilleure actrice dans un second rôle                      | Haku Inko                                      | Nomination |
| Cult Critics Film Festival                  | Meilleure acteur dans un second rôle                       | Masahito Kawahata                              | Lauréat    |
| Asia Web Awards                             | Meilleur acteur                                            | Kyle Card                                      | Lauréat    |
| International Online Webfest                | Meilleure chanson originale                                | The Benza Series 1 Soundtrack, Takahiro Nomiya | Lauréat    |